# Транспорт в Восточном Тиморе
Транспорт в Восточном Тиморе — транспорт в республике Восточный Тимор включает в себя транспортную инфраструктуру: автомобильные дороги, аэропорты и морские порты, а также транспортные средства и транспортные фирмы.
Основным видом транспорта в Восточном Тиморе является автомобильный. В стране около 6040 км автомобильных дорог, из которых 2600 км мощёных и 3440 км грунтовых. Один морской грузовой порт в Дили. Железных дорог в Восточном Тиморе нет.
Наиболее распространённый вид общественного транспорта в Восточном Тиморе — микролет или бемо, аналог маршрутного такси. Помимо них есть также и большие автобусы Biskota которые соединяют наиболее важные города, такие как Лоспалос, Баукау и Дили. Оба типа автобусов постоянно переполнены людьми.
Между городами республики также курсируют автобусы-фургоны в индонезийском стиле, мини-басы и «ангунна», грузовики с открытым кузовом, которые являются самыми популярными для междугородних перевозок
Дили обслуживается единственным международным аэропортом в Восточном Тиморе — Международным аэропортом имени Президента Николау Лобату. Также существует несколько взлетно-посадочных полос в Баукау и DAFIF, Суаи и Окусси, они используются для внутренних рейсов. До недавнего времени в аэропорту Дили взлетно-посадочная полоса была не в состоянии принять самолет, больший чем Boeing 737 или C-130 Hercules, но в январе 2008 года в португальская авиакомпания EuroAtlantic Airways для прямого рейса из Лиссабона использовала Боинг 757, доставив 140 членов Республиканской Национальной гвардии Португалии. Во времена правления Португалии аэропорт в Баукау, который имеет более длинную взлетно-посадочную полосу, использовался для международных рейсов, однако после вторжения Индонезии его заняли индонезийские военные, и он был закрыт для гражданского транспорта.

## Галерея
- Микролет
- Автобус Biskota
- Паром Berlin Nakroma
- Пассажирские перевозки на грузовике
- Международный аэропорт Президента Николау Лобату